# Боски (Торино)
Боски (итал. Boschi) је насеље у Италији у округу Торино, региону Пијемонт.
Према процени из 2011. у насељу је живело 192 становника. Насеље се налази на надморској висини од 387 м.